# Блоуїнг-Рок (Північна Кароліна)
Блоуїнг-Рок (англ. Blowing Rock) — місто (англ. town) в США, в округах Вотоґа і Колдвелл штату Північна Кароліна. Населення — 1376 осіб (2020).

## Географія
Блоуїнг-Рок розташований за координатами 36°7′45″ пн. ш. 81°40′14″ зх. д. / 36.12917° пн. ш. 81.67056° зх. д. (36.129282, -81.670544).  За даними Бюро перепису населення США в 2010 році місто мало площу 7,89 км², з яких 7,77 км² — суходіл та 0,12 км² — водойми.

### Клімат
| Клімат : Блоуїнг-Рок         | Клімат : Блоуїнг-Рок | Клімат : Блоуїнг-Рок | Клімат : Блоуїнг-Рок | Клімат : Блоуїнг-Рок | Клімат : Блоуїнг-Рок | Клімат : Блоуїнг-Рок | Клімат : Блоуїнг-Рок | Клімат : Блоуїнг-Рок | Клімат : Блоуїнг-Рок | Клімат : Блоуїнг-Рок | Клімат : Блоуїнг-Рок | Клімат : Блоуїнг-Рок | Клімат : Блоуїнг-Рок |
| Показник                     | Січ.                 | Лют.                 | Бер.                 | Квіт.                | Трав.                | Черв.                | Лип.                 | Серп.                | Вер.                 | Жовт.                | Лист.                | Груд.                | Рік                  |
| Абсолютний максимум, °C      | 20,6                 | 23,3                 | 23,3                 | 29,4                 | 30,6                 | 31,7                 | 33,3                 | 32,8                 | 31,1                 | 26,7                 | 26,7                 | 20,6                 | 33,3                 |
| Середній максимум, °C        | 3,3                  | 5,6                  | 9,4                  | 15,0                 | 18,9                 | 22,8                 | 24,4                 | 23,3                 | 20,6                 | 15,6                 | 10,6                 | 5,6                  | 14,6                 |
| Середня температура, °C      | −1,7                 | 0,6                  | 4,4                  | 9,4                  | 13,9                 | 17,8                 | 20,0                 | 18,9                 | 15,6                 | 10,6                 | 5,6                  | 1,1                  | 9,7                  |
| Середній мінімум, °C         | −6,7                 | −4,4                 | −1,1                 | 3,9                  | 8,3                  | 12,8                 | 15,0                 | 14,4                 | 10,6                 | 5,0                  | 0,6                  | −3,9                 | 4,6                  |
| Абсолютний мінімум, °C       | −31,1                | −23,9                | −20,6                | −11,1                | −5                   | 0,6                  | 6,1                  | 3,9                  | −0,6                 | −8,3                 | −21,7                | −25,6                | −31,1                |
| ---------------------------- | -------------------- | -------------------- | -------------------- | -------------------- | -------------------- | -------------------- | -------------------- | -------------------- | -------------------- | -------------------- | -------------------- | -------------------- | -------------------- |
| Джерело: The Weather Channel |                      |                      |                      |                      |                      |                      |                      |                      |                      |                      |                      |                      |                      |

## Демографія
Згідно з переписом 2010 року, у місті мешкала 1241 особа в 622 домогосподарствах у складі 353 родин. Густота населення становила 157 осіб/км².  Було 2060 помешкань (261/км²).
Расовий склад населення:
| - 96,6 % — білих - 0,3 % — чорних або афроамериканців - 0,2 % — азіатів |

До двох чи більше рас належало 2,5 %. Частка іспаномовних становила 1,6 % від усіх жителів.
За віковим діапазоном населення розподілялося таким чином: 10,4 % — особи молодші 18 років, 54,3 % — особи у віці 18—64 років, 35,3 % — особи у віці 65 років та старші. Медіана віку мешканця становила 58,9 року. На 100 осіб жіночої статі у місті припадало 82,5 чоловіків;  на 100 жінок у віці від 18 років та старших — 82,0 чоловіків також старших 18 років.
Середній дохід на одне домашнє господарство  становив 77 723 долари США (медіана — 52 391), а середній дохід на одну сім'ю — 96 040 доларів (медіана — 77 935). Медіана доходів становила 34 602 долари для чоловіків та 29 886 доларів для жінок. За межею бідності перебувало 9,4 % осіб, у тому числі 14,7 % дітей у віці до 18 років та 2,6 % осіб у віці 65 років та старших.
Цивільне працевлаштоване населення становило 482 особи. Основні галузі зайнятості: освіта, охорона здоров'я та соціальна допомога — 24,5 %, роздрібна торгівля — 18,5 %, фінанси, страхування та нерухомість — 13,1 %, мистецтво, розваги та відпочинок — 10,4 %.